# Weinmannia paulliniifolia
Weinmannia paulliniifolia là một loài thực vật có hoa trong họ Cunoniaceae. Loài này được Pohl miêu tả khoa học đầu tiên năm 1830.